# Venezia
| Venice                           |                                                               |
| [Bản đồ tương tác toàn màn hình] |                                                               |
|                                  | Biểu đồ hiện đang tạm thời không khả dụng do vấn đề kĩ thuật. |

Venezia (tiếng Anh: Venice, /ˈvɛnɪs/ VEN-iss, tiếng Ý: Venezia, tiếng Ý: [veˈnɛttsja] ⓘ), thường gọi "thành phố của các kênh đào" và La Serenissima, là thủ phủ của vùng Veneto và của tỉnh Venezia ở Ý. Trong tiếng Việt, thành phố này được gọi là Vơ-ni-dơ (phiên âm từ Venise trong tiếng Pháp). Thành phố này có nhiều biệt danh như "La Dominante", "Serenissima", "Nữ hoàng của biển Adriatic", "Thành phố nước", "Thành phố của Mặt nạ", "Thành phố của những cây cầu", "Thành phố nổi", và "Thành phố kênh đào."
Dân số là 260.897 (thống kê ước tính vào 1 tháng 1 năm 2018). Cùng với Padova, Venezia nằm trong khu đô thị Padova-Venezia với dân số 1.600.000.
Thành phố trải ra trên nhiều đảo nhỏ trong khu vực Phá Venezia dọc theo biển Adriatic ở đông bắc nước Ý. Vùng phá nước mặn này trải dọc theo đường biển giữa các cửa sông Po (phía nam) và sông Piave (phía bắc). Dân số ước lượng là 272.000 người tính luôn cả dân số toàn bộ comune của Venezia; thành phố lịch sử của Venezia (Centro storico) có dân số khoảng 62.000, trong khi khoảng 176.000 sống ở Terraferma (nghĩa đen là "đất khô", nó là vùng phá mở rộng) và 31.000 sống trên các đảo khác của phá.
Nước Cộng hòa Venezia từng là một đế quốc hàng hải và một khu vực chuẩn bị cho các cuộc Thập tự chinh, cũng như là một trung tâm thương mại quan trọng (đặc biệt là thương mại gia vị) và nghệ thuật trong thời Phục hưng. Thành phố-quốc gia Venise được coi là trung tâm tài chính quốc tế thực sự đầu tiên trên thế giới, nổi lên vào thế kỷ thứ 9 và đạt đến thời kì hoàng kim trong thế kỷ thứ 14 . Điều này làm cho Venise trở thành một thành phố giàu có trong suốt phần lớn lịch sử của nó . Sau Chiến tranh Napoléon và Hội nghị Vienne, Cộng hòa Venise đã bị Đế quốc Áo sáp nhập, cho đến khi nó trở thành một phần của Vương quốc Ý vào năm 1866, sau một cuộc trưng cầu dân ý diễn ra ngay khi Chiến tranh Độc lập lần thứ ba của Ý vừa kết thúc. Venise đã đóng một vai trò quan trọng trong lịch sử âm nhạc giao hưởng và nhạc kịch, đây cũng là quê hương của nhà soạn nhạc vĩ đại người Ý Antonio Vivaldi . Mặc dù thành phố đang đối mặt với một số thách thức lớn (bao gồm khó khăn về tài chính, ô nhiễm, số lượng khách du lịch quá nhiều) , Venise vẫn là một điểm đến du lịch rất phổ biến, một thành phố mang tính biểu tượng của đất nước Ý và đã được xếp hạng là thành phố đẹp nhất thế giới .

### Mở rộng

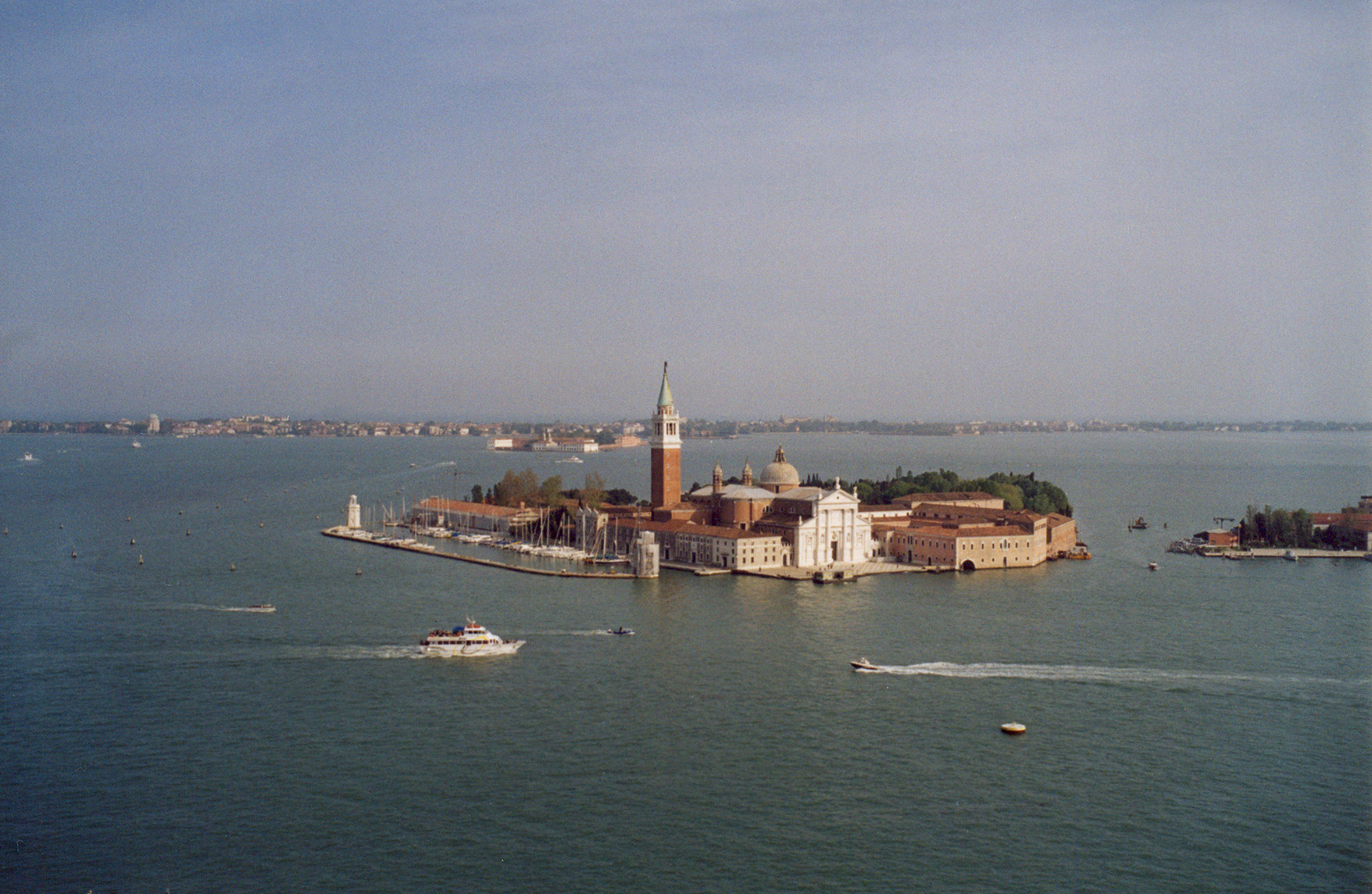
Cảnh Venezia về phía đảo San Giorgio Maggiore nhìn từ tháp chuông của nhà thờ St Mark

### Venezia hiện đại

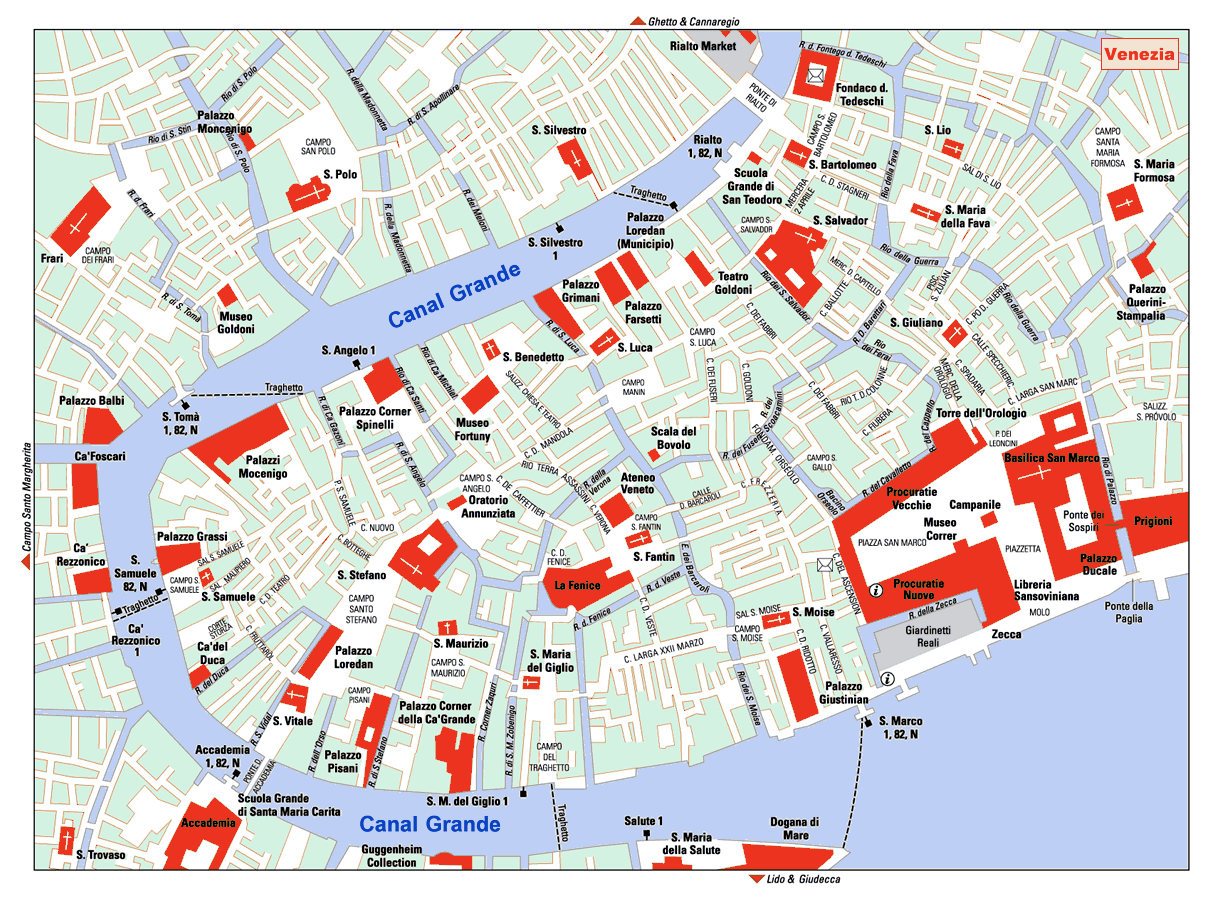
Bản đồ trung tâm lịch sử Venezia

## Giao thông

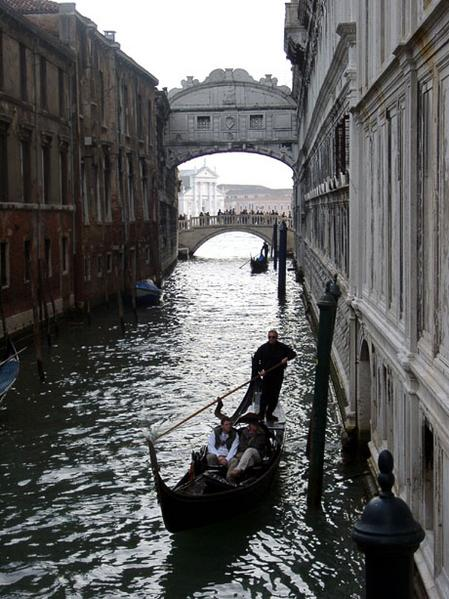
Ponte dei Sospiri, Cầu Những Tiếng Thở Dài.

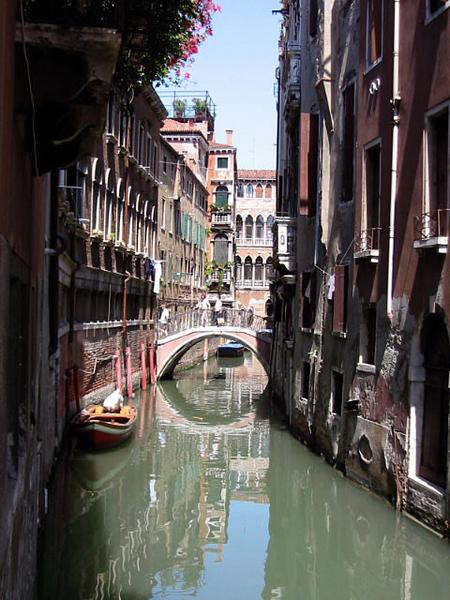
Một kênh nhỏ ở Venezia (Rio della Verona)

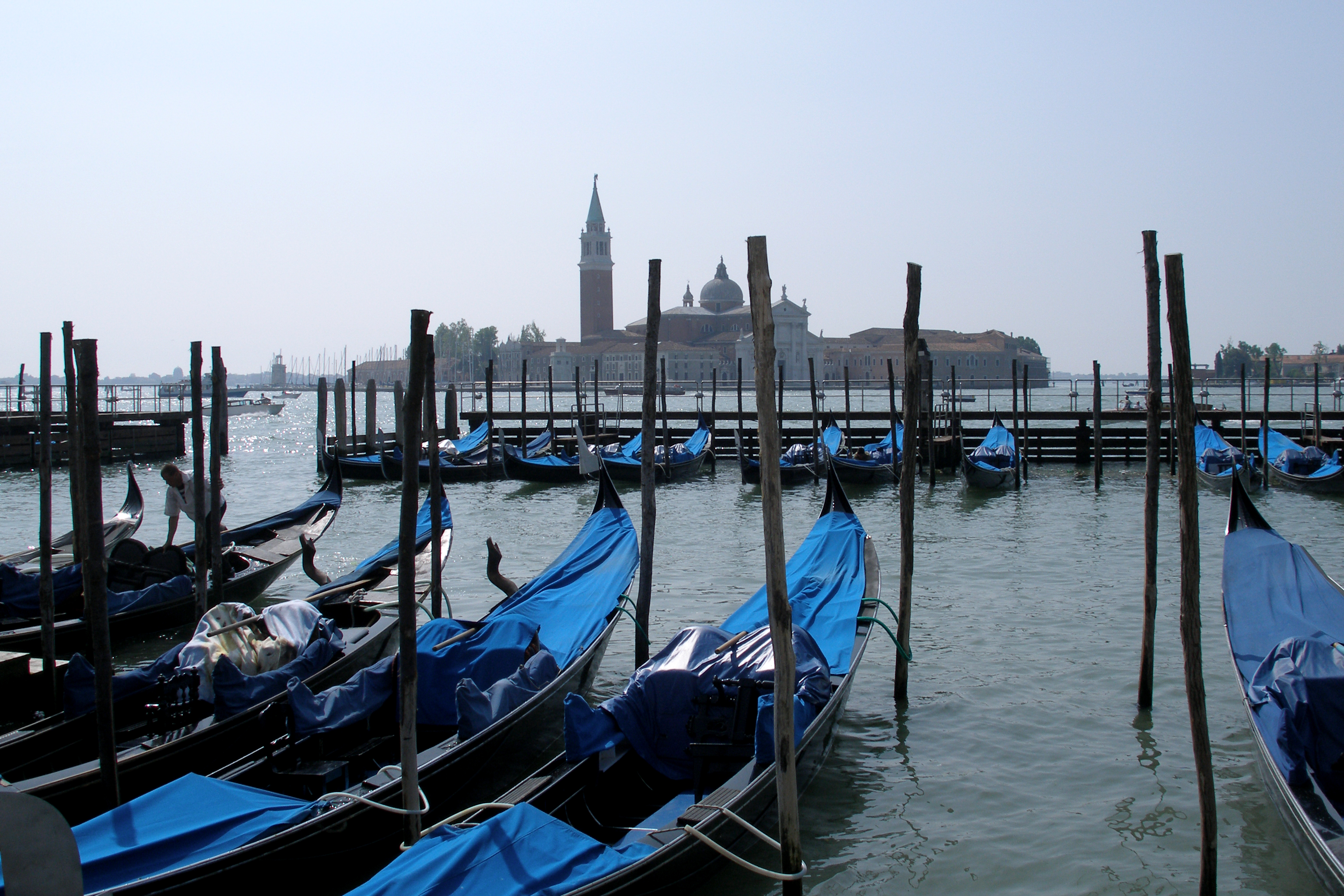
Gondola đang đậu tại bến trên kênh đào chính của Venezia.

## Các thắng cảnh chính

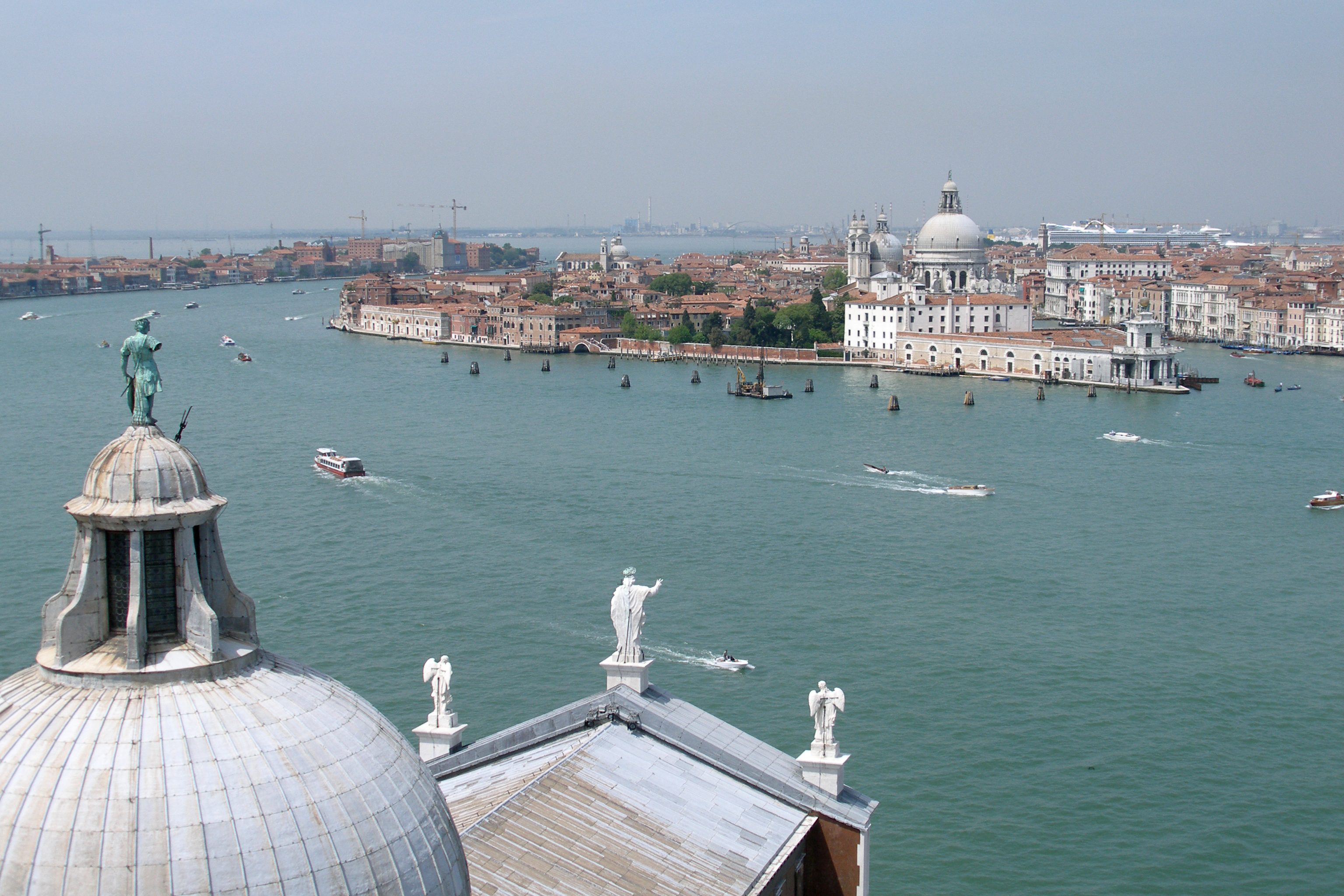
Kênh đào chính

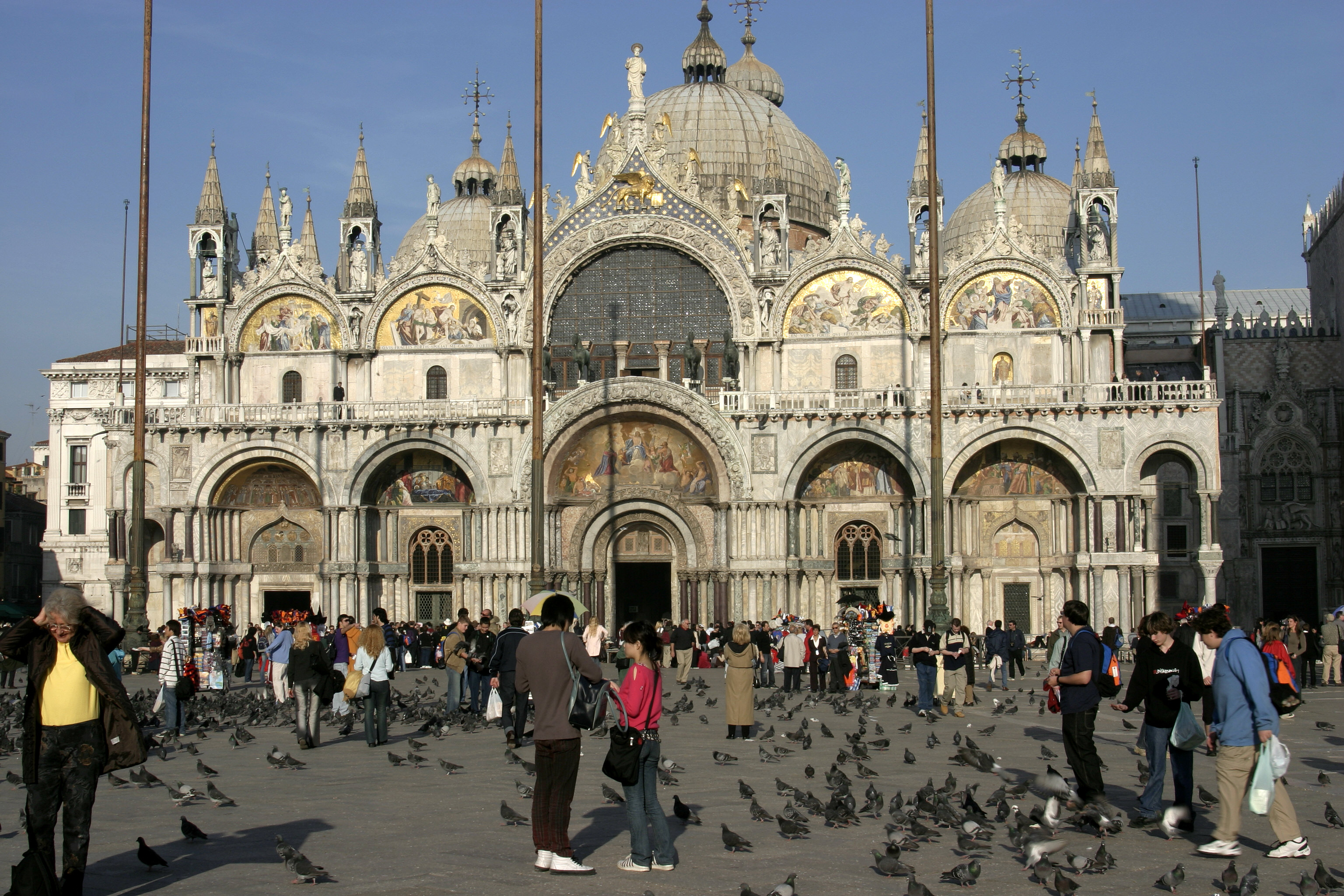
Vương cung thánh đường Thánh Máccô

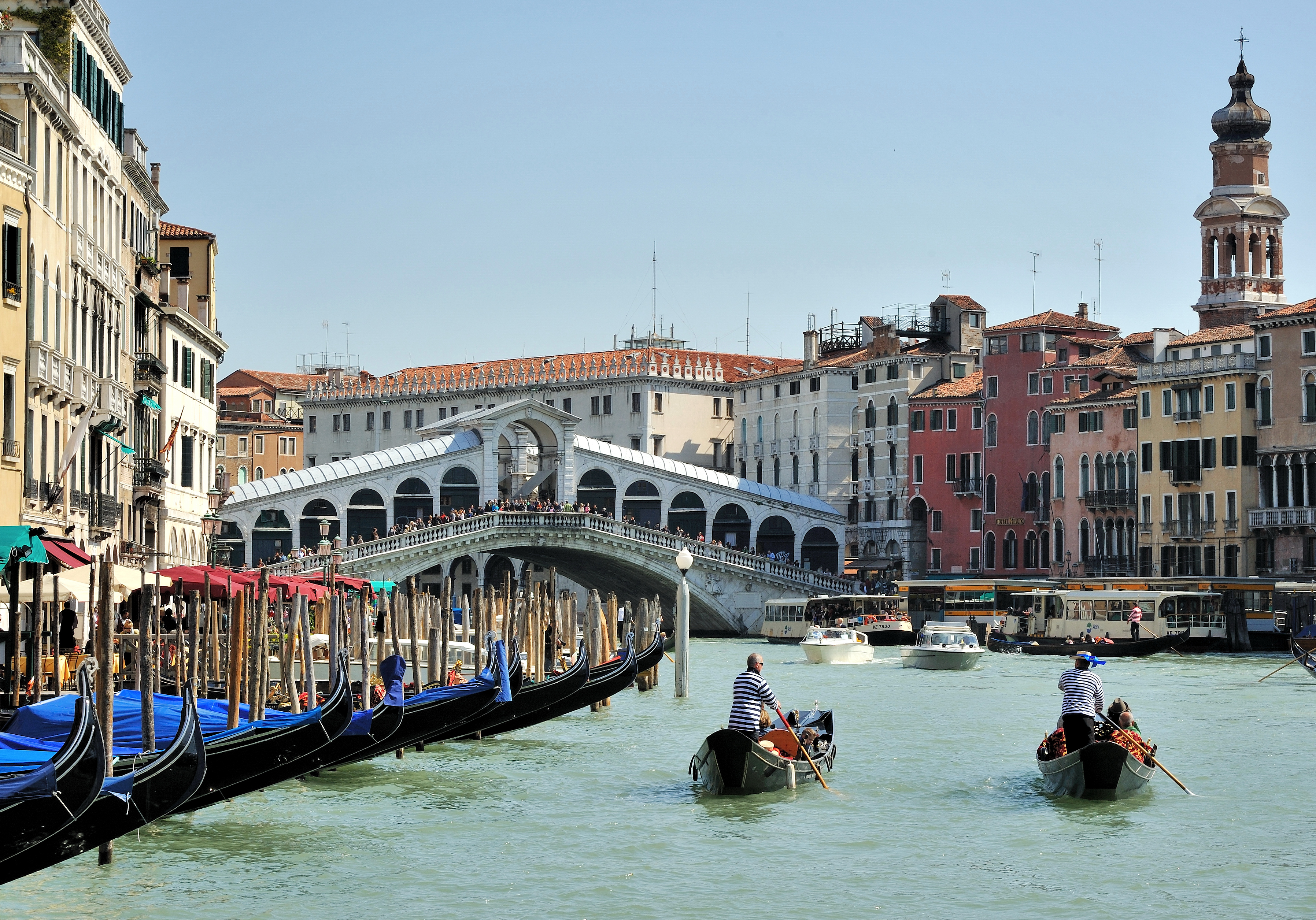
Cầu Rialto trên kênh Canal Grande tại Venezia, Ý

### Cầu và các kênh đào

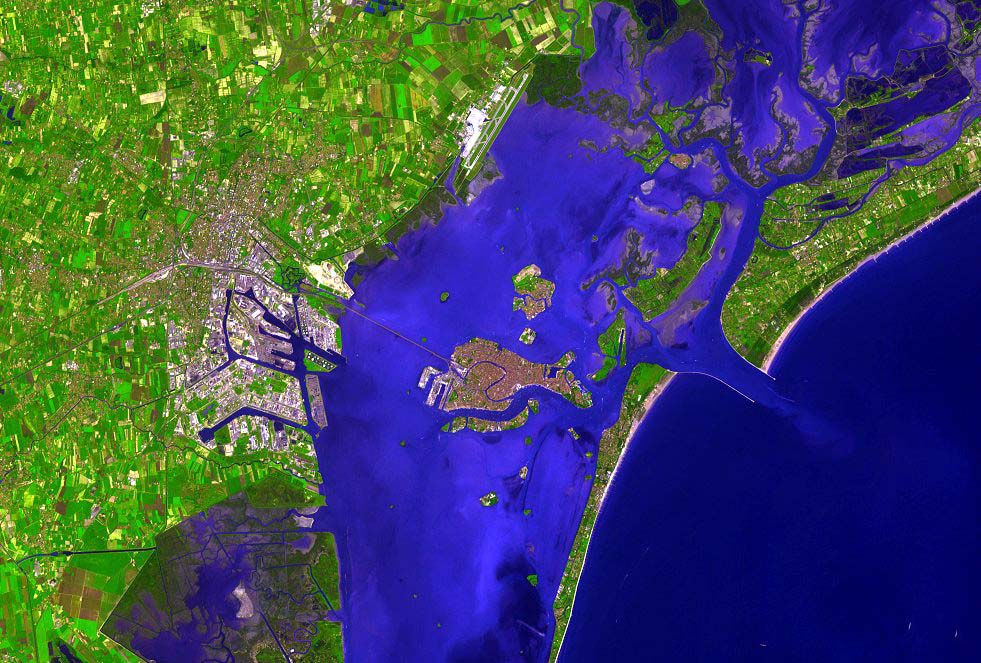
Venezia và ngoại vi với màu giả, nhìn từ vệ tinh TERRA. Vị trí trên cùng của hình là phía bắc.

## Venezia trong văn hóa, nghệ thuật và tiểu thuyết

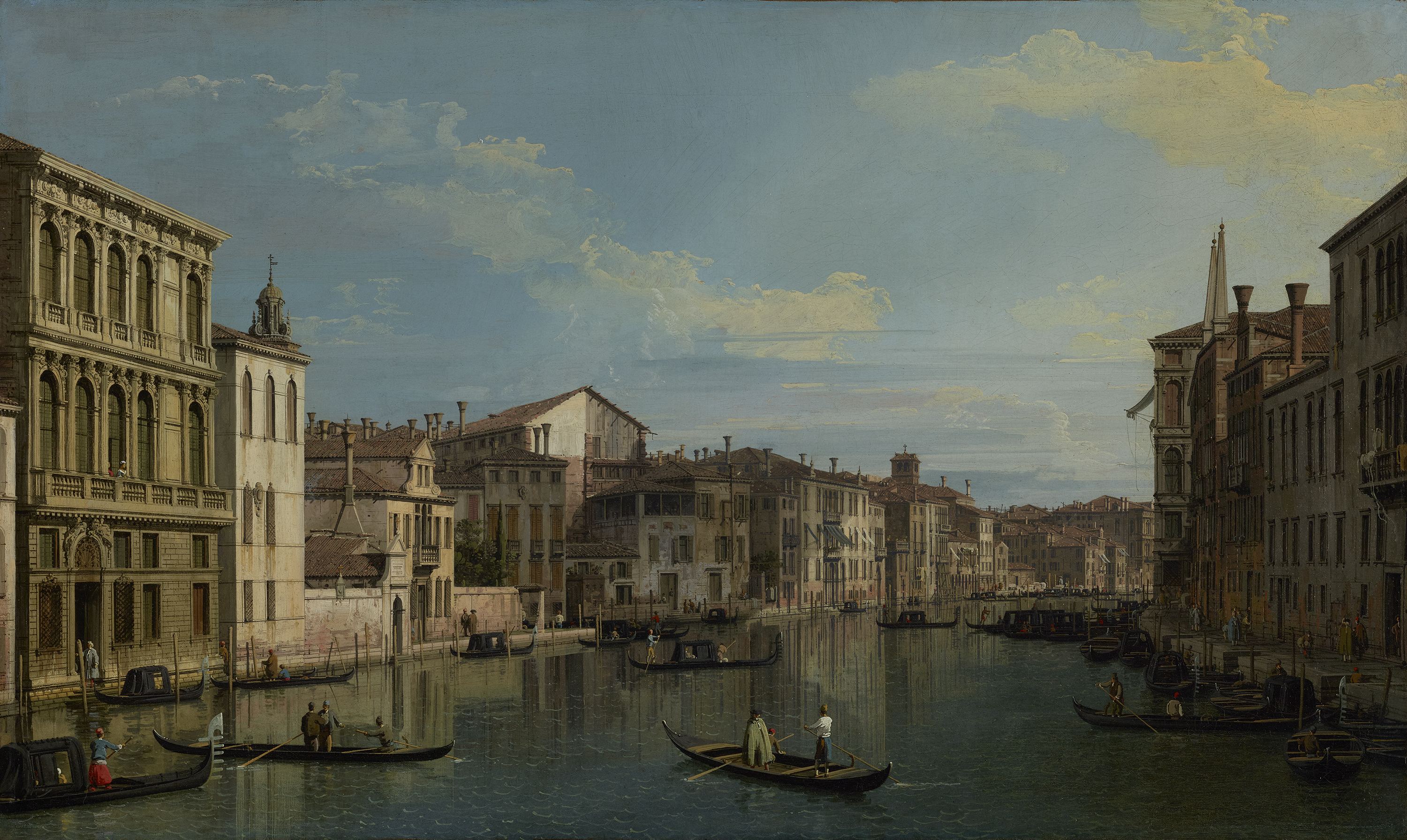
Kênh Lớn nhìn từ Palazzo Flangini, tranh vẽ của Canaletto khoảng năm 1738.

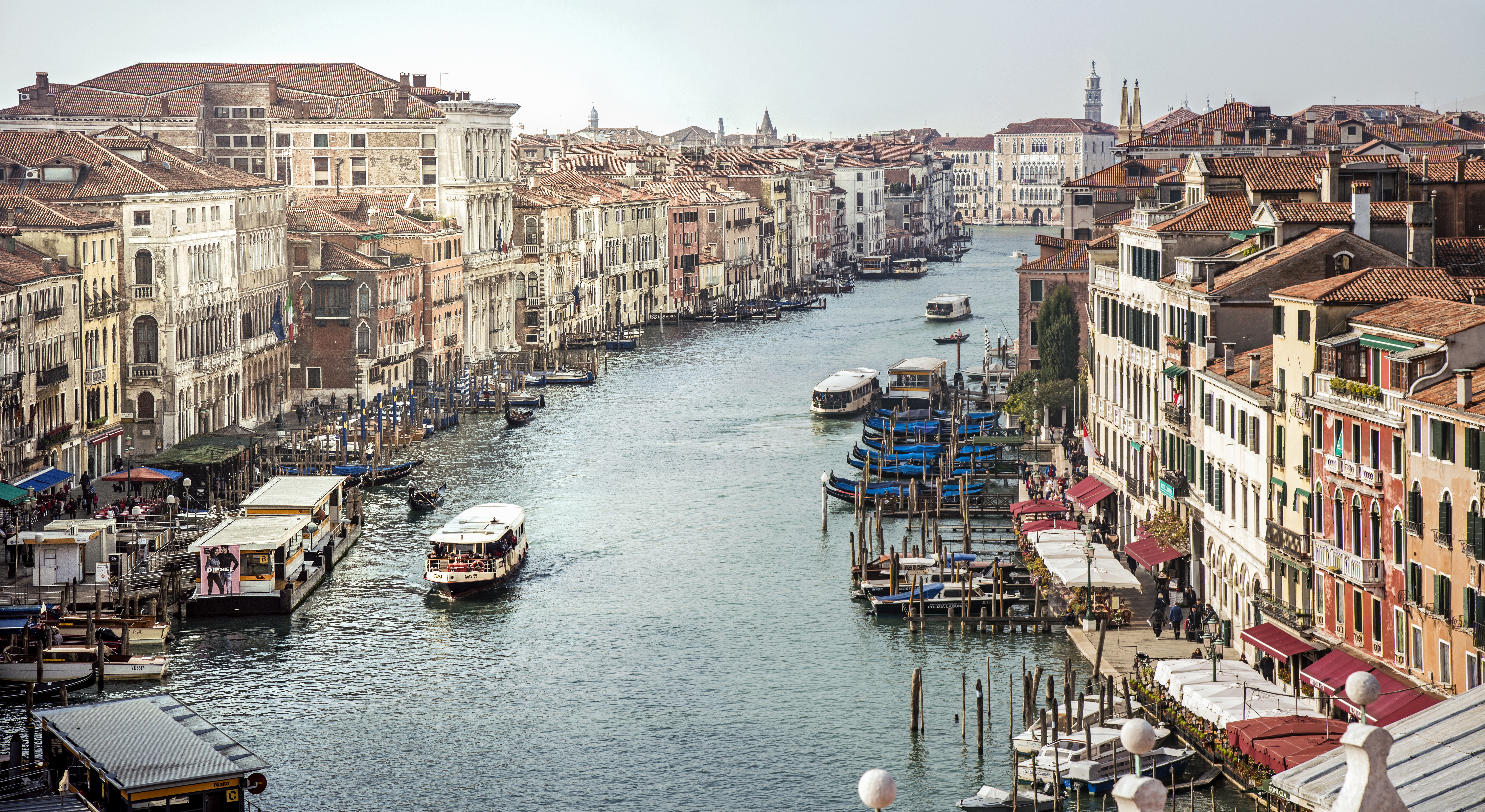
Kênh lớn, đoạn từ cầu Rialto đến Ca' Foscari

## Thông tin khác

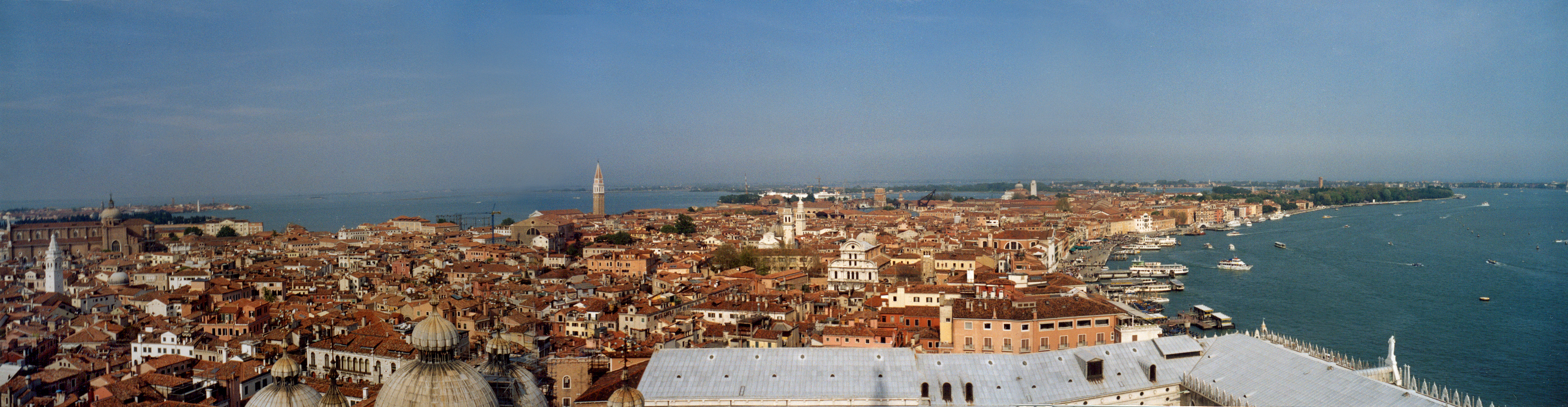
Cảnh Venezia nhìn từ Gác chuông San Marco.

## Lịch sử

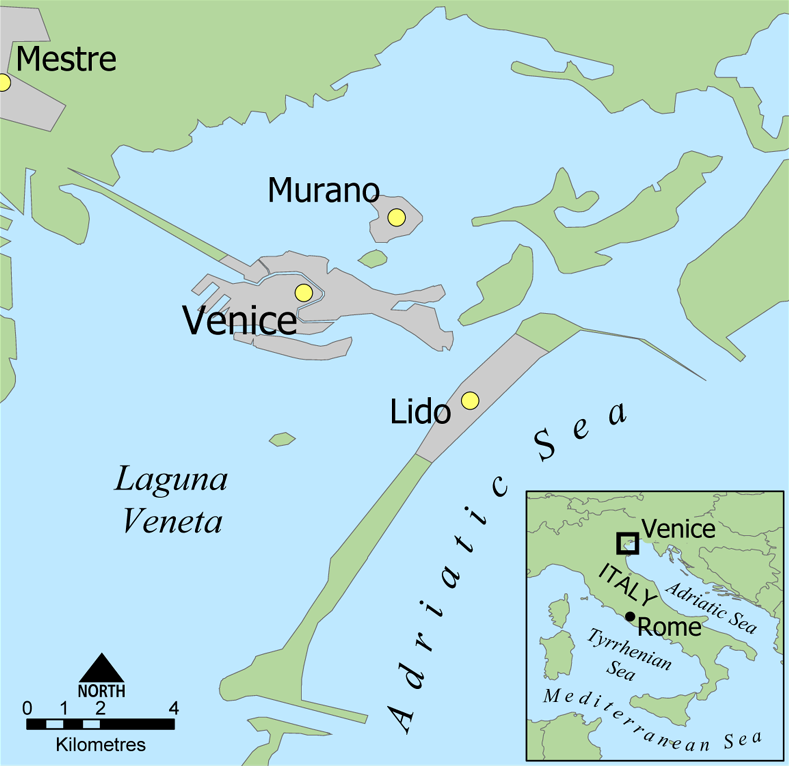
Vị trí của Venezia trong Ý và Phá Venezia

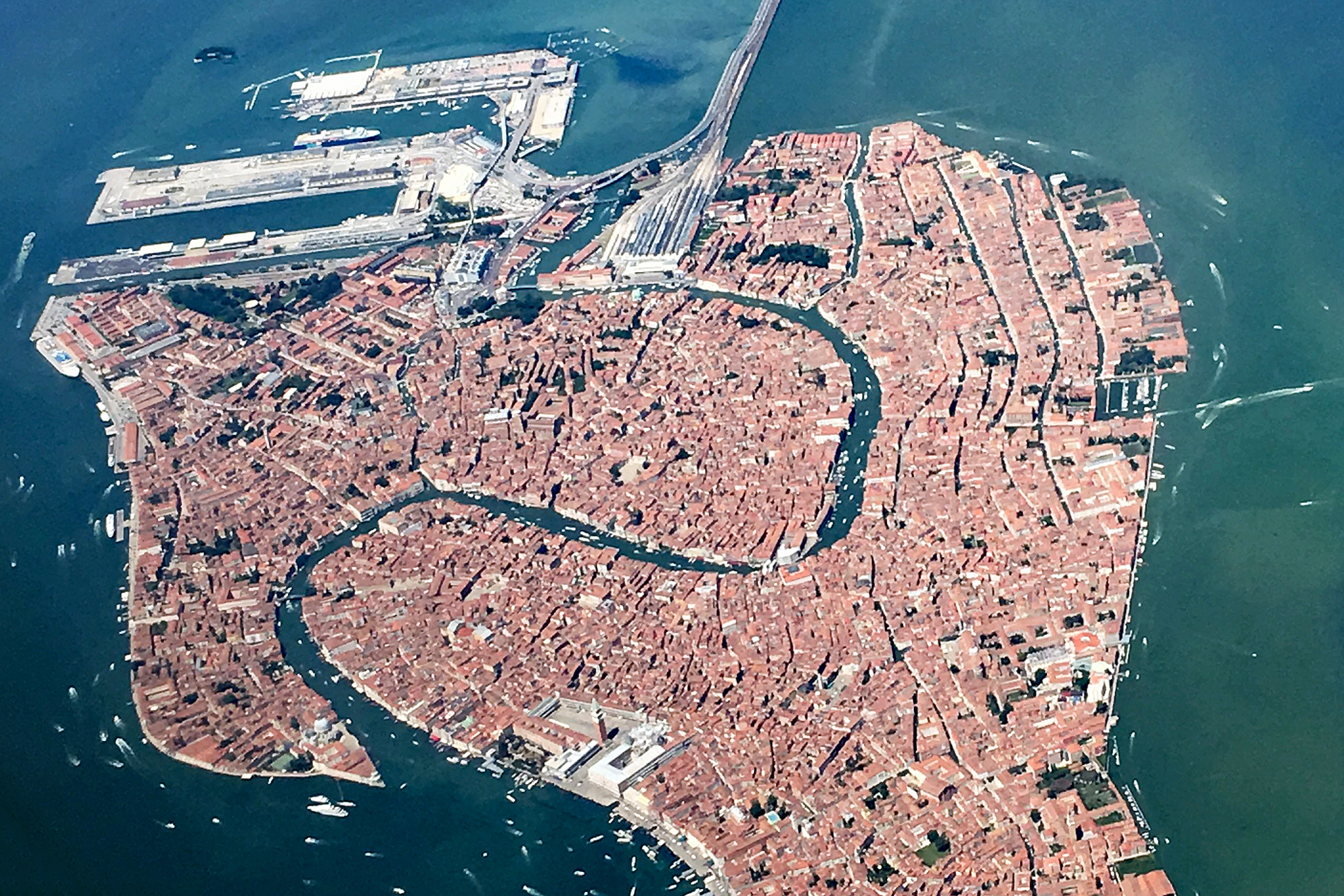
Ảnh trên không của Venezia năm 2017, với Kênh Lớn (Canal Grande) ở chính giữa